# Cercanías Sevilla
A Cercanías Sevilla Sevilla elővárosi vasúthálózata, mely öt vonalból és 37 állomásból áll. A hálózat hossza 251 km. A vonalak ibériai nyomtávolsággal épültek. Üzemeltetője a RENFE.

## Vonalak és állomások
A Cercanías Sevilla hálózata öt vonalból és 37 állomásból áll. A legforgalmasabb állomások 2018-ban az Seville-Santa Justa és a Seville-San Bernardo 1,49 millió utassal, ezt követi Virgen del Rocío (751 000), Utrera (719 000) és Dos Hermanas (674 000) állomások.
| Járat | Útvonal                                                | km  |
| ----- | ------------------------------------------------------ | --- |
|       | Lora del Río - Sevilla-Santa Justa - Lebrija           | 106 |
|       | Sevilla-Santa Justa - Cartuja                          | 13  |
|       | Sevilla-Santa Justa - Cazalla-Constantina              | 84  |
|       | Circular                                               | 18  |
|       | Jardines de Hércules - Sevilla-Santa Justa - Benacazón | 33  |

### Line C-5 Jardines de Hércules - Sevilla-Santa Justa - Benacazón
A jövőbeli tervek között szerepel, hogy bekapcsolják a vasúti közlekedésbe a Sevillai repülőteret is.